# Wathena (Kansas)
Wathena é uma cidade localizada no estado americano de Kansas, no Condado de Doniphan.

## Demografia
Segundo o censo americano de 2000, a sua população era de 1348 habitantes.
Em 2006, foi estimada uma população de 1306, um decréscimo de 42 (-3.1%).

## Geografia
De acordo com o United States Census Bureau tem uma área de
5,1 km², dos quais 5,1 km² cobertos por terra e 0,0 km² cobertos por água.

## Localidades na vizinhança
O diagrama seguinte representa as localidades num raio de 16 km ao redor de Wathena.